# LUK-Bank
Die LUK-Bank GmbH Bank der AG für Licht- und Kraftversorgung mit Sitz in München betrieb als Geschäftsbank und Konzernbank der VEBA AG Kredit- und Wechselgeschäfte mit deren verbundenen Unternehmen. Sie trat im Jahr 1969 als Kommanditistin in das Bankhaus Maffei & Co. ein. Während die gemeinsamen Bankgeschäfte unter dem Namen Bankhaus Maffei & Co. fortgeführt wurden, blieb die LUK-Bank als reine Holdinggesellschaft bestehen. Sie firmierte 1973 in LUK-Vermögensanlagen GmbH um.

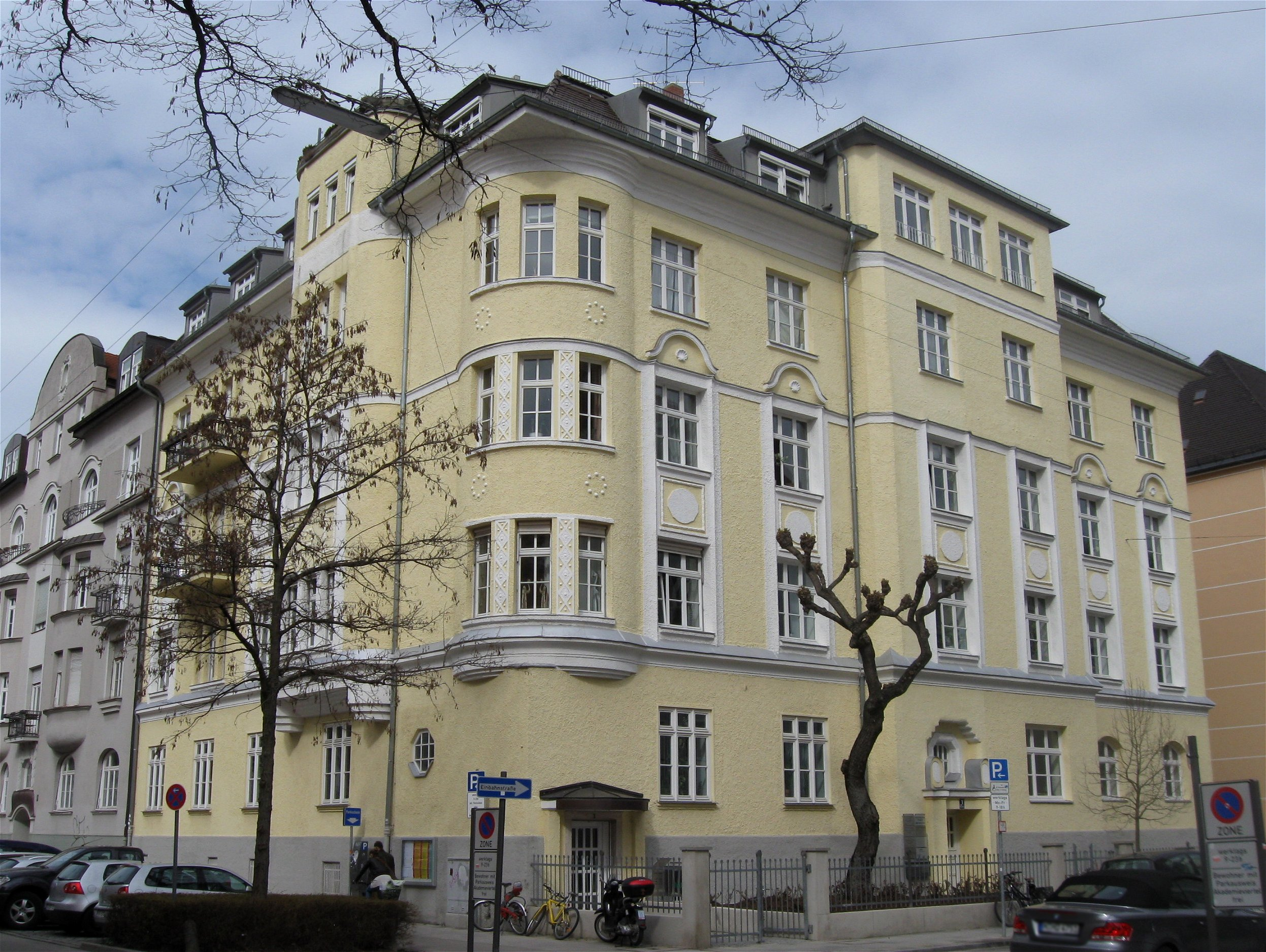
München, Hohenstaufenstraße 1, Sitz der LUK-Bank GmbH bis 1969

## Geschichte
Die LUK-Bank wurde mit Gesellschaftsvertrag vom 29. August 1952 gegründet. Die Eintragung ins Handelsregister erfolgte am 3. Dezember 1952. Das Institut wurde zunächst als Geschäftsbank mit einem Schwerpunkt auf Teilzahlungskrediten tätig. Nach einem funktionellen Umbau zur Energiewirtschaftsbank konzentrierte sich die Konzernbank der VEBA auf das Kredit- und Wechselgeschäft mit den dem Konzern verbundenen Energieversorgungs-, Industrie- und Handelsunternehmen. Die VEBA war über die die AG für Licht- und Kraftversorgung, München, indirekt zu 25 % am Stammkapital der LUK-Bank von DM 2,0 Millionen beteiligt. Daneben waren die Bayerische Gemeindebank, die Bayerische Staatsbank AG und der Bayerischen Hypotheken- und Wechselbank AG Gesellschafter der LUK-Bank mit jeweils 25 % des Stammkapitals. Über die beteiligten Banken hatte die LUK-Bank die Möglichkeit, den aus eigenen Bankeinlagen nicht zu refinanzierenden Kreditbedarf der Energiewirtschaft zu decken.
Mit Wirkung zum 1. Januar 1969 trat die LUK-Bank als Kommanditistin mit einer Hafteinlage von DM 4,0 Millionen in das Bankhaus Maffei & Co. ein. Dies entsprach der Hälfte des Kommanditkapitals des Bankhauses Maffei. Die Einlage wurde durch die Einbringung des Bankgeschäfts der LUK-Bank vollzogen. Die Bankgeschäfte wurden in der Folge unter der Firma Bankhaus Maffei & Co. geführt. Das Bankhaus Maffei konnte durch die Fusion mit der LUK-Bank seine Bedeutung für die Energiewirtschaft stärken.
Der Geschäftsführer der LUK-Bank Ludwig Koch trat als weiterer Komplementär neben Ferdinand Nemetz in das Bankhaus Maffei ein. Der Sitz der LUK-Bank in München, Hohenstaufenstraße 1, wurde aufgegeben und das gemeinsame Bankgeschäft im Geschäftsgebäude des Bankhauses Maffei in München, Promenadeplatz 9, fortgeführt. Die LUK-Bank blieb als Holding bestehen. Sie firmierte mit Gesellschafterbeschluss vom 23. Mai 1973 in LUK-Vermögensanlagen GmbH um und gab die Banklizenz zurück.

## Unternehmensleitung
(ohne Anspruch auf Vollständigkeit)

### Mitglied des Aufsichtsrats
Ludwig Aderbauer (* 1914), bis 1978 persönlich haftender Gesellschafter des Bankhauses Maffei & Co in München, genannt 1967

### Mitglieder der Geschäftsführung
- 1952–1970: Ludwig Koch
- 1968–1969: Hermann Schmid
- 1969–1975: Otto Höhenrieder[2]

## Beteiligung
- 100 % Beteiligung an der BEG Bayerischen Elektro- und Gasgeräte-Vertriebsgesellschaft mbH[10]